# Radzima.org
Radzima.org — сайт интернет-проекта,созданный в 2002 году для реализаций возможности централизации, систематизации и своевременного обновления краеведческой информации. На сайте представлены оригинальные фотоматериалы, исторические сведения о регионах и городах бывшего Великого княжества Литовского. Сайт является путеводителем по Беларуси, Литве и Подляшье.
Декларируемые цели:
- Разработка и позиционирование централизованного ресурса историко-культурного и краеведческого направления;
- Создание единого каталоге — сервиса передачи и сохранения авторских разработок в области краеведения;
- Систематизация, классификация и передача информации о памятниках истории и культуры Беларуси, Литвы, Польши;
- Передача знаний, создание интернет-энциклопедии, как одно из средств дистанционного образования.